# Dù dì Nepal
Dù dì Nepal (tên khoa học: Bubo nipalensis) là một loài chim trong họ Strigidae.

## Hình ảnh

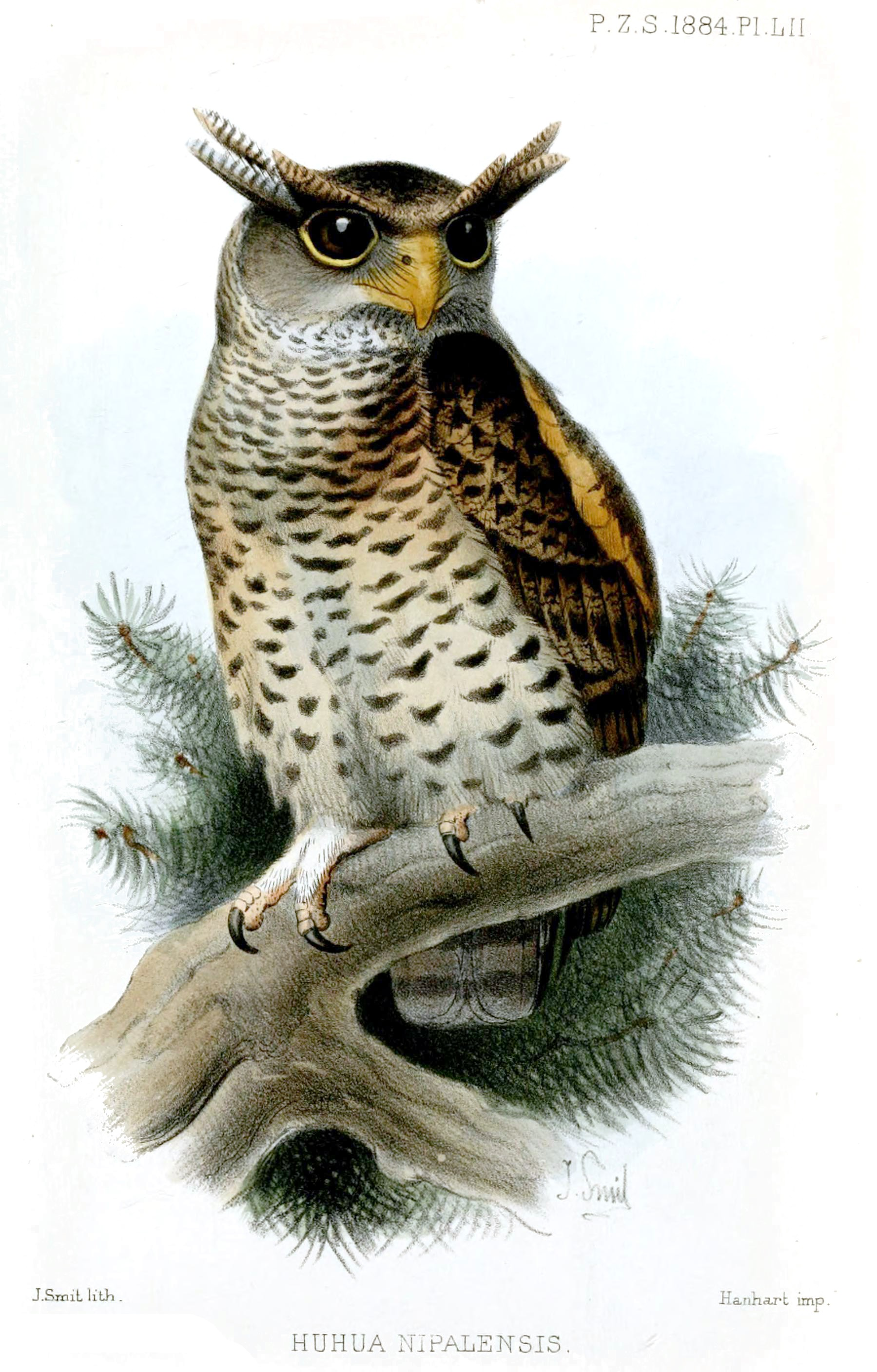
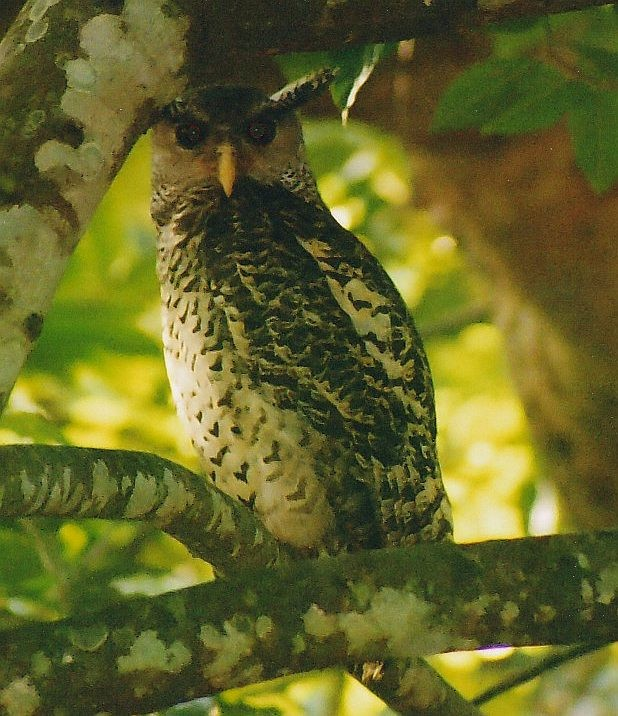